# 조지 데이비스
조지 데이비스(George Davis, 1889년 11월 7일 ~ 1965년 4월 19일)는 미국의 배우이다.

## 영화
- 에너미 라인스 (2001년)
- 전투 (1962년)
- 레스 걸스 (1957년)
- 이지 투 러브 (1953년)
- 릴리 (1953년)
- 신사는 금발을 좋아한다 (1953년)
- 러브리 투 룩 앳 (1952년)
- 에이프릴 인 파리스 (1952년)
- 킬리만자로의 눈 (1952년)
- 헨리의 사랑찾기 (1951년)
- 토스트 오브 뉴 올린스 (1950년)
- 레츠 댄스 (1950년)
- 인스펙터 제너럴 (1949년)
- 투 더 빅터 (1948년)
- 빅 시티 (1948년)
- 송 오브 러브 (1947년)
- 악몽의 골목 (1947년)
- 마더 워 타이츠 (1947년)
- 보스톤에서 온 두 자매 (1946년)
- 러버 컴 백 (1946년)
- 면도날 (1946년)
- 돌리 시스터스 (1945년)
- 더 화이트 클리프스 오브 도버 (1944년)
- 윈터타임 (1943년)
- 아이 매리드 언 엔젤 (1942년)
- 잇 스타티드 위드 이브 (1941년)
- 해밀턴 부인 (1941년)
- 채드 한나 (1940년)
- 에브리씽 해펀즈 앳 나잇 (1939년)
- 삼총사 (1939년)
- 니노치카 (1939년)
- 데어 올웨이스 어 우먼 (1938년)
- 유 캔트 해브 에브리씽 (1937년)
- 메이타임 (1937년)
- 씬 아이스 (1937년)
- 정복자 (1937년)
- 워킹 온 에어 (1936년)
- 창공을 달리는 사랑 (1936년)
- 착한 요정 (1935년)
- 캣 앤 더 피들 (1934년)
- 패션스 오브 1934 (1934년)
- 검은 고양이 (1934년)
- 내가 죽인 남자 (1932년)
- 러브 미 투나잇 (1932년)
- 쿠바인의 러브송 (1931년)
- 키스 미 어게인 (1930년)
- 데이 러니드 어바웃 위민 (1930년)
- 데빌-메이-케어 (1929년)
- 브로드웨이 (1929년)
- 서커스 (1928년)
- 셜록 2세 (1924년)